# 2007年法國立法選舉

各選區選舉結果

2007年法國立法選舉在2007年6月10日及6月17日舉行，選舉法蘭西第五共和國的第13屆國民議會成員。人民運動聯盟在這次選舉贏得313個議席，維持了最大政黨地位，但議席數有所減少。選後弗朗索瓦·菲永繼續擔任法國總理職務。